# Michael Cammalleri
Michael „Mike” Cammalleri (ur. 8 czerwca 1982 w Richmond Hill) – kanadyjski hokeista, reprezentant Kanady.
Jego dziadkowie pochodzili z terenów polskich i czechosłowackich i przeżyli holokaust. Ze strony ojca ma włoskie korzenie, a ze strony matki żydowskie.

## Kariera
- Michigan Wolverines (1999–2002)
- Manchester Monarchs (2002–2005)
- Los Angeles Kings (2002–2008)
- Calgary Flames (2008–2009)
- Montreal Canadiens (2009–2012)
- Calgary Flames (2012–2014)
- New Jersey Devils (2014–2017)
- Los Angeles Kings (2017)
- Edmonton Oilers (2017–2018)

Od lipca 2014 zawodnik New Jersey Devils, związany pięcioletnim kontraktem. Od lipca 2017 zawodnik Los Angeles Kings. Od listopada 2017 zawodnik Edmonton Oilers w toku wymiany za Jussiego Jokinena.
Uczestniczył w turniejach mistrzostw świata w 2006, 2007.

## Sukcesy
Reprezentacyjne
- Złoty medal mistrzostw świata: 2007

Indywidualne
- NHL (2009/2010): pierwsze miejsce w klasyfikacji strzelców w fazie play-off: 10 goli